# Don Álvaro
Don Álvaro è un comune spagnolo di 682 abitanti situato nella comunità autonoma dell'Estremadura. In prossimità di Don Álvaro si trova la sorgente del fiume Matachel.